# Kouprey
A kouprey (Bos sauveli) az emlősök (Mammalia) osztályának párosujjú patások (Artiodactyla) rendjébe, ezen belül a tülkösszarvúak (Bovidae) családjába és a tulokformák (Bovinae) alcsaládjába tartozó faj.
Az állatot 1937-ben fedezték fel, már akkor is csak kis létszámban élt. 1969-1970-óta nem látták. 2011-ben felkutatási expedíciót szerveztek a kutatók, több kamerát szerelve az erdőkbe, azonban az expedíció sikertelennek bizonyult. A Természetvédelmi Világszövetség (IUCN) súlyosan veszélyeztetett fajként tartja nyilván, és megjegyzi, lehetséges, hogy 1996-tól kihaltnak tekinthető.

## Előfordulása
Délkelet-Ázsiában élt, Kambodzsa, Laosz, Thaiföld és Vietnám lombhullató dipterokarpuszfélék (Dipterocarpaceae) dominálta erdőségeiben, illetve kiterjedt füves, síkságos területek közelében, de a trópusi és szubtrópusi lombhullató erdőkben is jól érezték magukat. Általában 20 egyedet számláló csordákba verődtek, a csorda élén rendszerint egy tehén állt.

## Megjelenése
Az állat fej-testhossza nagyjából 2,1–2,3 méter, farokhossza 1 méter, marmagassága 1,7-1,9 méter és testtömege 680-910 kilogramm körüli. A koupreynak magas, keskeny teste, hosszú végtagjai és széles fartájéka van. Lehetnek szürke, sötétbarna vagy akár fekete színűek is. A nőstény szarva kampó alakú, antilopra emlékeztető. A hím egyedek szarvai vastagabbak, előre mutatnak; körülbelül három éves korban kezdődik meg a kifejlődése. Mindkét nemnek hosszúkás pofája és hosszú farka van.

## Feltételezett kihalása
A kouprey ellen 1937-es felfedezése után hajtóvadászatok indultak, a bőréért, húsáért és koponyájáért is vadásztak rájuk, valamint a helyi háborúk is hozzájárultak megritkulásához. Az állat felfedezője egy hím példányt fogott be, amit Párizsba szállított, és az ottani állatkertbe került, de még a második világháború előtt elpusztult, azóta egy fogságban tartott példányról sem tudunk. Utoljára 1983-ban észleltek egy koupreyt a természetes élőhelyükön, azóta egyet sem láttak. Kambodzsában több expedíciót is indítottak az állat felkutatására, de mind eredménytelen volt. Mivel azonban sem kihalásukra, sem továbbélésükre nem áll rendelkezésre valódi bizonyíték, így a Természetvédelmi Világszövetség az állatot a "súlyosan veszélyeztetett" kategóriába sorolta, de valószínűbb, hogy ez a marhafaj végleg eltűnt a Föld színéről.